# Jiménez (calciatore 1941)
Manuel Jiménez Rodríguez, noto come Jiménez (Siviglia, 14 dicembre 1941 – Vigo, 4 dicembre 2021), è stato un calciatore spagnolo, di ruolo centrocampista o attaccante.

## Caratteristiche tecniche
Era un centrocampista offensivo.

## Carriera
Vanta 152 presenze nella Liga e 2 incontri di Coppa UEFA.